# Dorothy Bray
Dorothy Bray, baronessa Chandos (Eaton Bray, 1524 – Minty, 31 ottobre 1605), è stata una nobildonna inglese.

## Biografia
Era la figlia più giovane di Edmund Bray, I barone Braye, e di sua moglie, Jane Halliwell. 
Dorothy arrivò a corte nel 1540, dove ha servito come una damigella d'onore di Anna di Clèves, quarta moglie di Enrico VIII. Quando il matrimonio è stato annullato, Dorothy ha continuato a servire nel medesimo incarico, la nuova regina, Catherine Howard. Nel 1541, Dorothy intraprese una storia d'amore con William Parr, Barone Parr di Kendal, che avrebbe poi ereditato il titolo di Marchese di Northampton, la cui moglie, Anne Bourchier, VII baronessa Bourchier era fuggita con un amante.
La relazione di Dorothy con Parr durò fino al 1543, quando cominciò a corteggiare la nipote, Elizabeth Brooke, che era stata una damigella d'onore di Catherine Howard fino all'esecuzione della regina per alto tradimento. Fu in quel periodo, nel 1543, che il re Enrico sposò Catherine Parr. Dorothy divenne una delle sue damigelle d'onore.

## Matrimoni

### Primo Matrimonio
Nel 1547 sposò Edmund Brydges, figlio di John Brydges, I barone Chandos. Ebbero cinque figli:
- Giles Brydges, III barone Chandos (1547- 21 febbraio 1594);
- Eleanor Brydges, sposò George Giffard;
- Katherine Brydges (?-1597), sposò Sir William Sands, ebbero una figlia;
- William Brydges, IV barone Chandos (1552-18 novembre 1602);
- Mary Brydges.

Il 12 aprile 1557, quando il marito succedette al titolo, Dorothy fu designata come baronessa Chandos. L'11 marzo 1573, Edmund morì e gli succedette il figlio maggiore, Giles. 

### Secondo Matrimonio
Nel 1573 sposò William Knollys, I conte di Banbury, di vent'anni più giovane di lei.

## Morte
Morì il 31 ottobre 1605 a Minty. Fu sepolta a Rotherfield Greys, nell'Oxfordshire.

## Ascendenza
|                              |               |                   | Genitori           |  |  | Nonni |  |  | Bisnonni     |  |  | Trisnonni   |  |
|                              |               |                   |                    |  |  |       |  |  | Richard Bray |  |  | Edmund Bray |  |
|                              |               |                   |                    |  |  |       |  |  | Richard Bray |  |  | Edmund Bray |  |
|                              |               | …                 |                    |  |  |       |  |  | Richard Bray |  |  |             |  |
| John Bray                    |               |                   |                    |  |  |       |  |  | Richard Bray |  |  |             |  |
|                              |               | Joan Troughgton   | John Troughton     |  |  |       |  |  |              |  |  |             |  |
|                              |               | Joan Troughgton   | John Troughton     |  |  |       |  |  |              |  |  |             |  |
|                              |               | Joan Troughgton   | Alice              |  |  |       |  |  |              |  |  |             |  |
| Edmund Braye, I barone Braye |               | Joan Troughgton   |                    |  |  |       |  |  |              |  |  |             |  |
|                              |               | …                 | …                  |  |  |       |  |  |              |  |  |             |  |
|                              |               | …                 | …                  |  |  |       |  |  |              |  |  |             |  |
|                              |               | …                 | …                  |  |  |       |  |  |              |  |  |             |  |
| …                            |               | …                 |                    |  |  |       |  |  |              |  |  |             |  |
|                              |               | …                 | …                  |  |  |       |  |  |              |  |  |             |  |
|                              |               | …                 | …                  |  |  |       |  |  |              |  |  |             |  |
|                              |               | …                 | …                  |  |  |       |  |  |              |  |  |             |  |
| Dorothy Bray                 |               | …                 |                    |  |  |       |  |  |              |  |  |             |  |
|                              | John Halywell | Walter Halighwell |                    |  |  |       |  |  |              |  |  |             |  |
|                              | John Halywell | Walter Halighwell |                    |  |  |       |  |  |              |  |  |             |  |
|                              | John Halywell | Alice Piperell    |                    |  |  |       |  |  |              |  |  |             |  |
| Richard Halliwell            | John Halywell |                   |                    |  |  |       |  |  |              |  |  |             |  |
|                              |               | Isabel le Moyne   | William le Moyne   |  |  |       |  |  |              |  |  |             |  |
|                              |               | Isabel le Moyne   | William le Moyne   |  |  |       |  |  |              |  |  |             |  |
|                              |               | Isabel le Moyne   | Christian Crukerne |  |  |       |  |  |              |  |  |             |  |
| Jane Halliwell               |               | Isabel le Moyne   |                    |  |  |       |  |  |              |  |  |             |  |
|                              |               | John Norbury      | Henry Norbury      |  |  |       |  |  |              |  |  |             |  |
|                              |               | John Norbury      | Henry Norbury      |  |  |       |  |  |              |  |  |             |  |
|                              |               | John Norbury      | Anne Crozier       |  |  |       |  |  |              |  |  |             |  |
| Jane Norbury                 |               | John Norbury      |                    |  |  |       |  |  |              |  |  |             |  |
|                              |               | Joan Gilbert      | Otes Gilbert       |  |  |       |  |  |              |  |  |             |  |
|                              |               | Joan Gilbert      | Otes Gilbert       |  |  |       |  |  |              |  |  |             |  |
|                              |               | Joan Gilbert      | Elizabeth Hill     |  |  |       |  |  |              |  |  |             |  |
|                              |               | Joan Gilbert      |                    |  |  |       |  |  |              |  |  |             |  |